# 7572 Znokai
7572 Znokai è un asteroide della fascia principale. Scoperto nel 1989, presenta un'orbita caratterizzata da un semiasse maggiore pari a 2,1585882 UA e da un'eccentricità di 0,0881746, inclinata di 3,74999° rispetto all'eclittica.